# Lagarolampis maculata
Lagarolampis maculata är en insektsart som beskrevs av David M. Rowell 1999. Lagarolampis maculata ingår i släktet Lagarolampis och familjen Romaleidae. Inga underarter finns listade i Catalogue of Life.